# مانول کابیت
مانول کابیت (انگلیسی: Manuel Cabit؛ زادهٔ ۳ ژوئن ۱۹۹۳) بازیکن فوتبال اهل فرانسه است.
از باشگاه‌هایی که در آن بازی کرده‌است می‌توان به باشگاه فوتبال متس، باشگاه فوتبال سوشو، و باشگاه فوتبال آژاکسیو اشاره کرد.
وی همچنین در تیم ملی فوتبال مارتینیک بازی کرده‌است.